# Nyctemera alternatum
Nyctemera alternatum är en fjärilsart som beskrevs av Swinhoe 1892. Nyctemera alternatum ingår i släktet Nyctemera och familjen björnspinnare. Inga underarter finns listade i Catalogue of Life.